# Berenika I.
Berenika I. (grško starogrško Βερενίκη, Bereníke) je bila kot soproga Ptolemaja I. Soterja druga kraljica Starega Egipta iz Ptolemajske dinastije, * okoli 340 pr. n. št., † 279-268 pr. n. št.

## Življenje

### Družina
Berenika je bila iz Eordeje v zahodni Makedoniji. Bila je hčerka princese Antigone Makedonske in nepomembnega grško makedonskega plemiča Maga. Njen stari oče je bil plemič Kasander, brat regenta Aleksandrovega imperija Antipatra. Z Antipatrovo družino je bila v sorodu tudi po materini strani.

### Prva poroka
Okoli leta 325 pr. n. št. se je poročila z nepomembnim lokalnim plemičem in vojaškim častnikom Filipom, ki je bil pred tem že poročen in je imel otroke. V prvem zakonu je postala mati kralja Maga Kirenskega, Antigone, poročene s kraljem Pirom Epirskim, in Teoksene Sirakuške.
Mag je v času, ko je bil Apolonov svečenik, sebi in svojemu očetu posvetil napis. Pir je novoustanovljeno mesto po Bereniki imenoval Berenicis. Filip je umrl okoli leta 318 pr. n. št.

### Kraljica Egipta
Po Filipovi smrti je Berenika z otroki odpotovala v Egipt in čakala na materino sestrično Evridiko, ženo Aleksandrovega generala Ptolemaja I., ustanovitelja Ptolemajske dinastije Starega Egipta. Leta 317 pr. n. št. se je z njim poročila in postala mati Arsinoje II., Filotere in sina Ptolemaja II. Filadelfa.
Na neznanih Olimpijskih igrah je zmagala na dirki bojnih voz. Ptolemaja II. je oče imenoval za svojega naslednika in mu dal prednost pred svojimi otroki z Evridiko. Ptolemaj II. je zgradil pristanišče na Rdečem morju in ga po materi imenoval Berenika. Bereniko sta po njeni smrti Ptolemaj II. in kasneje Ptolemaj IV. Filopator izkazovala božanske časti.